# Étoile variable de type SX Phoenicis

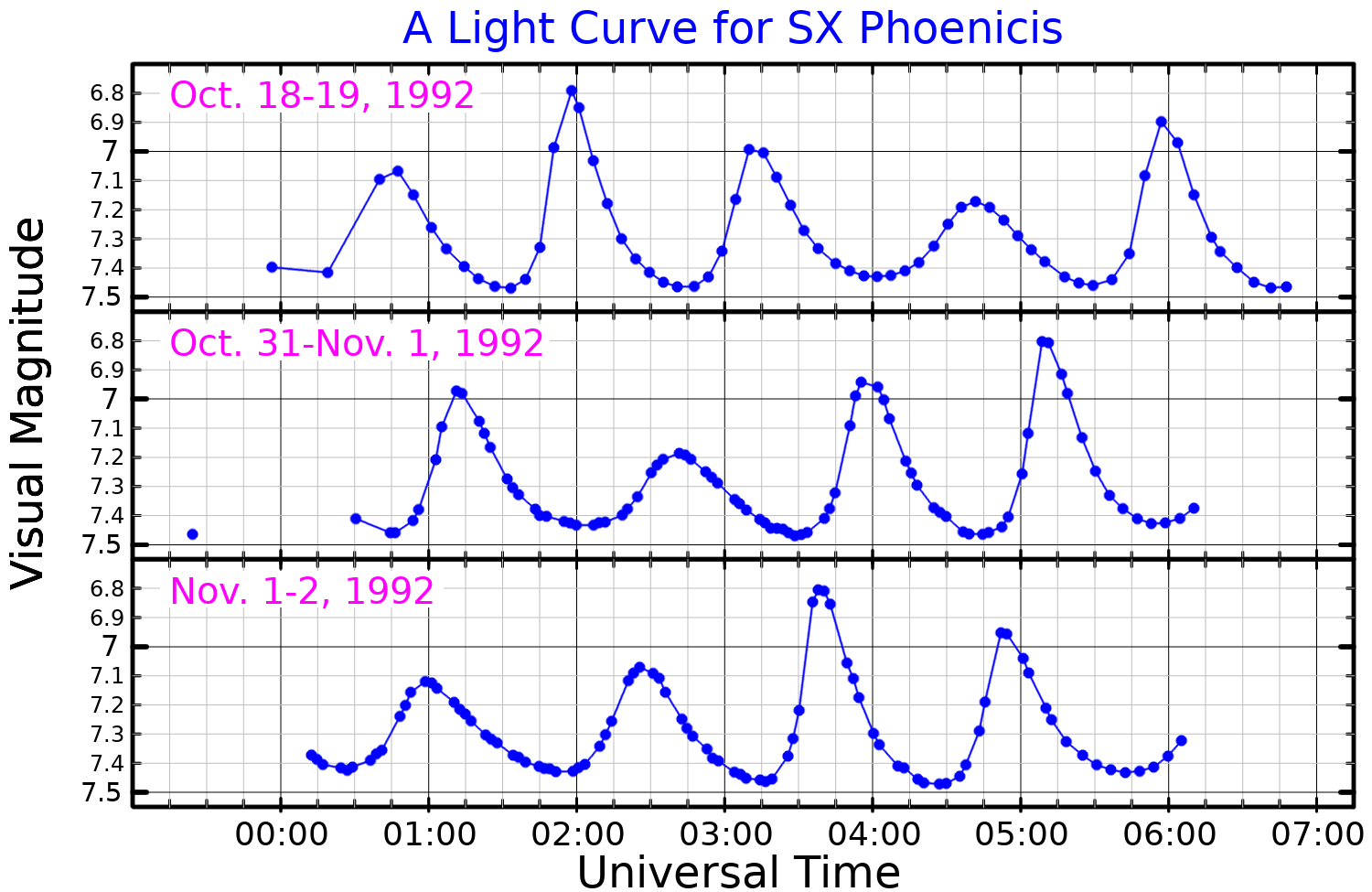
Une courbe de lumière de la bande visuelle pour SX Phoenicis, adaptée de Stankov et al. (2002)

Une étoile variable de type SX Phoenicis est un type d'étoile variable. Ces étoiles présentent une courte période de pulsation qui varie sur des échelles de temps de 0,03–0,08 jour (0,7–1,9 heure). Elles ont des types spectraux dans la gamme A2-F5 et leur magnitude varie jusqu'à 0,7. Par rapport au Soleil, ces étoiles ont une métallicité plus faible, ce qui signifie qu'elles ont une abondance réduite en éléments autres que l'hydrogène et l'hélium. Elles ont aussi des vitesses spatiales relativement élevées et de faibles luminosités pour des étoiles de leur type spectral,. Ces propriétés distinguent les variables SX Phoenicis de leurs cousines, les variables de type Delta Scuti. Ces dernières ont des périodes plus longues, une métallicité plus forte et de plus fortes amplitudes de variation.
Les variables SX Phoenicis sont trouvées principalement dans les amas globulaires et les halos galactiques. Le cycle de variabilité présente une relation périodicité-luminosité. Toutes les variables SX Phoenicis connues situées dans des amas globulaires sont des étoiles blue straggler. Ce sont des étoiles qui apparaissent plus bleues (ayant une température plus élevée) que les étoiles de la séquence principale du même amas qui ont des luminosités similaires.

## Liste
La liste suivante contient des variables SX Phoenicis sélectionnées pour leur intérêt en astronomie amateur ou professionnelle. Sauf mention contraire, les magnitudes indiquées sont dans la bande V.
| Étoile            | Magnitude maximale | Magnitude minimale | Période (en jours) | Type spectral |
| ----------------- | ------------------ | ------------------ | ------------------ | ------------- |
| SX Phoenicis      | 6.76               | 7.53               | 0.055              | A2V           |
| HD 94033          | 9.46               | 10.26              | 0.060              | B9III/IV      |
| DY Pegasi         | 10.00              | 10.56              | 0.073              | F5            |
| CY Aquarii        | 10.42              | 11.20              | 0.061              | B8            |
| AE Ursae Majoris  | 10.86              | 11.52              | 0.086              | A9            |
| XX Cygni          | 11.28              | 12.13              | 0.135              | A5-F5         |
| BL Camelopardalis | 12.92              | 13.25              | 0.039              |               |
| BX Sculptoris     | 13.42              | 13.71              | 0.037              | A             |